# بریتون فری
بریتون فری (به انگلیسی: Briton Ferry) یک شهرک در ولز است که در نیث پورت تالبوت واقع شده‌است. بریتون فری ۵٬۹۱۱ نفر جمعیت دارد.